# نشان سلطنتی پونو
نشان سلطنتی پونو (انگلیسی: Royal Order of Pouono) بالاترین نشان شوالیه است که در پادشاهی تونگا در سال ۱۸۹۳ بنیانگذاری شد.